# Свигер фон Гунделфинген Стари
Свигер фон Гунделфинген Стари (на немски: Swigger von Gundelfingen 'der Alte'; † сл. 1291) е рицар от Гунделфинген на Дунав.

## Биография
Той е син (от 15 деца) на Свигер фон Гунделфинген († 9 май 1251) и съпругата му Ита фон Ентринген (* сл. 17 март 1273), сестра на Еберхард фон Ентринген, каноник в Страсбург, Конрад и Ото фон Ентринген. Внук е на Свигер фон Гунделфинген († сл. 1231) и потомък на Свигер фон Гунделфинген (+ сл. 1138) и Свигер/Свикер де Гунделфинген († сл. 1105). Брат е на рицар Улрих фон Гунделфинген († 1269), рицар Свигер фон Гунделфинген „Дългия“ († сл. 1307), рицар Бертолд он Гунделфинген († сл. 1307), рицар Конрад фон Гунделфинген/фон Гранхайм († 1300/1302).
Баща му Свигер е изгонен от старата си родина Бавария след убийство на роднина и може чрез връзките си (с архиепископ Анно фон Кьолн?) и пари да си организира нова родина в долината на река Лаутер в Швабска Юра в Южен Баден-Вюртемберг.
През 1250 г. наследството на фамилията фон Гунделфинген се поделя и през 1293 г. замъкът им е продаден на Хабсбургите.

## Фамилия
Свигер фон Гунделфинген се жени за Агнес фон Лехсгемюнд, дъщеря на граф Бертхолд I фон Лехсгемюнд-Грайзбах († 1253) и Аделхайд († 1223). Те имат четирима сина:
- Свигер фон Гунделфинген († ок. 1307/1313), рицар, женен за жена († сл. 1313)
- Хайнрих фон Гунделфинген († сл. 1307), рицар
- Конрад фон Гунделфинген († ок. 1302)
- Лудвиг фон Гунделфинген († сл. 1269)